# تاريخ جمهورية سنغافورة

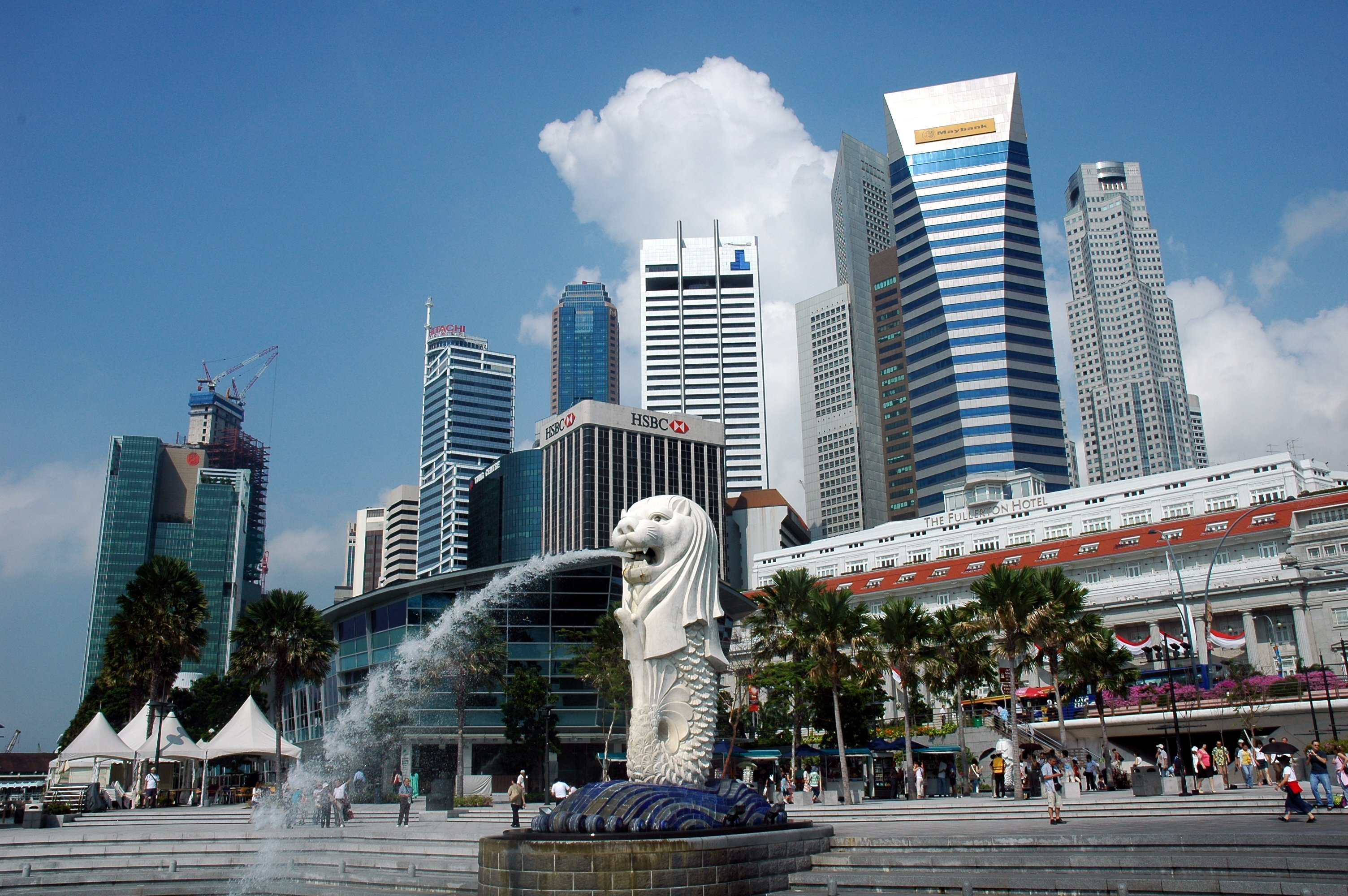
تمثال ميرليون وأفق المنطقة التجارية المركزية: رمز لتاريخ وتطور سنغافورة الاقتصادي

بدأ تاريخ سنغافورة عندما طردت سنغافورة من ماليزيا وأصبحت جمهورية مستقلة في 9 أغسطس 1965. بعد الانفصال، كان على الأمة الوليدة أن تصبح مكتفية ذاتيًا، وواجهت مشاكل بما في ذلك البطالة الجماعية ونقص المساكن ونقص الأراضي والموارد الطبيعية مثل البترول.  خلال فترة لي كوان يو كرئيس للوزراء من 1959 إلى 1990، كبحت إدارته البطالة ورفعت مستوى المعيشة ونفذت برنامج إسكان عام واسع النطاق. طُوّرت البنية التحتية الاقتصادية للبلاد والقضاء على التوتر العنصري وإنشاء نظام دفاع وطني مستقل. تطورت سنغافورة من دولة محتضرة إلى مرتبة العالم الأولى في نهاية القرن العشرين.
عام 1990، خلف جوه تشوك تونغ لي كرئيس للوزراء. خلال فترة ولايته، عالج البلد الآثار الاقتصادية للأزمة المالية الآسيوية عام 1997 واندلاع السارس عام 2003، فضلًا عن التهديدات الإرهابية التي شكلتها الجماعة الإسلامية بعد 11 سبتمبر وتفجيرات بالي. في عام 2004، أصبح لي هسين لونغ، الابن الأكبر لي كوان يو، ثالث رئيس وزراء.

## من 1965 إلى 1979
بعد حصولها على الاستقلال فجأة، شعرت سنغافورة بالحاجة إلى اعتراف دولي فوري بسيادتها. بعض الفصائل عارضت بشدة الفصل؛ واجهت سنغافورة خطر التعرض لهجوم من قبل الجيش الإندونيسي أو إعادة استيعابها بالقوة في ماليزيا بشروط غير مواتية بمساعدة من ماليزيا وجمهورية الصين والحكومات الهندية، أصبحت سنغافورة عضوًا في الأمم المتحدة في 21 سبتمبر 1965، والكومنولث في أكتوبر من ذلك العام. أُنشئت وزارة خارجية جديدة وترأسها سيناثامبي راجاراتنام الذي ساعد في تأكيد استقلال سنغافورة وأقام علاقات دبلوماسية مع دول أخرى. كما ساعدت المشاركة في المنظمات الدولية على تعزيز التجارة من خلال التعاون. شاركت سنغافورة لاحقًا في تأسيس الآسيان في 8 أغسطس 1967، وانضمت إلى حركة عدم الانحياز في عام 1970، ولاحقًا إلى منظمة التجارة العالمية.
كجزيرة صغيرة، كان يُنظر إلى سنغافورة على أنها دولة قومية غير قابلة للحياة. كان الكثير من وسائل الإعلام الدولية متشككًا في احتمالات بقاء سنغافورة. إلى جانب قضية السيادة، كانت المشاكل الملحة هي البطالة والإسكان والتعليم ونقص الموارد الطبيعية ونقص الأراضي. وتراوح معدل البطالة بين 10 و12% وهدد بخلق اضطرابات مدنية. أدى فقدان الوصول إلى سوق المناطق النائية الماليزية والافتقار إلى الموارد الطبيعية إلى عدم وجود مصادر دخل تقليدية قوية لسنغافورة. كان قسم كبير من السكان يفتقر إلى التعليم الرسمي، حتى عندما أحصت هذه الإحصائية المدارس الصينية التي لم يعترف بها البريطانيون.

### التركيز الاقتصادي
استثمرت سنغافورة بكثافة لتعزيز النمو الاقتصادي. أُنشئ مجلس التنمية الاقتصادية في عام 1961 من قبل جوه سوي، وبمساعدة المستشار الاقتصادي الهولندي ألبرت وينسميوس، جرت صياغة الاستراتيجيات الاقتصادية الوطنية لتعزيز قطاع التصنيع في سنغافورة. أُنشئت المناطق الصناعية، خاصة في مستنقعات جورونغ المستصلحة، وقام وزراء الحكومة بجولة في العالم من أجل محاولة جذب الاستثمار الأجنبي. عرضت الحكومة على المستثمرين الجدد إعفاءات ضريبية تتراوح من 5 إلى 10 سنوات.
ميناء سنغافورة منحها ميزة على البلدان المجاورة لها، حيث كان مكانًا مناسبًا للصادرات الفعالة للسلع المكررة وواردات المواد الخام. هذا يعني أن الصناعات في سنغافورة وجدت أسواقًا دولية بسهولة، وأسعارًا أرخص للسلع الخام. أدى التصنيع المتنامي في سنغافورة إلى توسيع نطاق تجارة المشاريع لتشمل معالجة المواد الخام المستوردة إلى منتجات نهائية مُصدرة - مما أدى إلى ارتفاع قيمة السلع المضافة التي جلبت المزيد من الدخل إلى الجزيرة. انتهى هذا الأمر ليكون بديلًا مناسبًا لسوق مشترك في المناطق النائية الماليزية.
نمت صناعة الخدمات أيضًا في هذا الوقت، بسبب الطلب على الخدمات من قبل السفن التي ترسو في الميناء وزيادة التجارة. ساعد هذا التقدم في التخفيف من مشكلة البطالة. جذبت سنغافورة شركات النفط الكبرى لإنشاء مصافي النفط في سنغافورة والتي أصبحت ثالث أكبر مركز لتكرير النفط في العالم بحلول منتصف السبعينيات.